# 沈珤 (嘉靖進士)
沈珤（1515年—1557年），字邦重，號鹅山，武功左衛匠籍浙江德清縣人，明朝政治人物。

## 生平
嘉靖十六年（1537年）丁酉科順天府鄉試第六名舉人。嘉靖三十二年（1553年）中式癸丑科會試第三十一名，三甲第七十六名進士。户部观政，授山西夏县知县，升兵部武库司主事，入仕五年，年四十三卒。

## 家族
曾祖沈福義；祖父沈銓；父沈謐，母趙氏。永感下。弟沈珊。